# Brian McFadden
Brian Nicholas McFadden (nascido em 12 de abril de 1980) é um cantor e apresentador de TV irlandês que chegou à fama nos anos 90 como um membro da boy band irlandesa Westlife. Quando morava na Austrália, ele foi um jurado no Australia's Got Talent. Após sua saída do Westlife, McFadden lançou seu álbum solo de estreia, Irish Son, que atingiu o top 5 em ambos as paradas dinamarquesa e irlandesa, e produziu seu dois primeiros singles solo Nº 1 "Real to Me" em quatro países europeus e também "Almost Here", um dueto com sua ex-noiva Delta Goodrem, que ganhou certificação platina na Austrália.[ligação inativa] "Like Only a Woman Can", o primeiro single do seu segundo álbum, Set in Stone (2008), tornou-se seu terceiro single Nº 1 como artista solo. Em 2010, McFadden marcou seu quarto Nº 1 com o hit single, "Just (Say So)", com o rapper americano, Kevin Rudolf e ganhou sua segunda certificação australiana de platina.[ligação inativa] O single recebeu uma indicação em 2010 no ARIA Music Awards para "Single australiano mais popular".[ligação inativa]

## Filmografia

### Televisão
| Programa                | Período   | Como             |
| ----------------------- | --------- | ---------------- |
| Australia's Got Talent  | 2010–2012 | Jurado           |
| Football Superstar      | 2008      | Apresentador     |
| Summer Breakfast Show   | 2008      | Co-apresentador  |
| Australian Idol         | 2009      | Jurado convidado |
| Stepping Out            | 2013      | Participante     |
| Stand By Your Man       | 2014      | Co-apresentador  |
| Who's Doing the Dishes? | 2014–2016 | Apresentador     |
| Get Your Act Together   | 2015      | Participante     |
| The Jump                | 2016      | Participante     |
| Dancing on Ice          | 2019      | Participante     |

### Aparições especiais
| Programa                               | Período                | Como         |
| -------------------------------------- | ---------------------- | ------------ |
| The Chase: Celebrity Special           | 27 de setembro de 2014 | Participante |
| Catchphrase: Celebrity Couples Special | 5 de dezembro de 2015  | Participante |
| The Chase: Text Santa Special          | 18 de dezembro de 2015 | Participante |

## Vida pessoal
McFadden casou-se com a então cantora do Atomic Kitten, Kerry Katona em 5 de janeiro de 2002 em Rathfeigh, County Meath, Irlanda. Eles se divorciaram em 2006. 
Em 2004, McFadden começou a namorar a cantora australiana Delta Goodrem, com quem colaborou no dueto "Almost Here". Eles estavam noivos, mas a dupla terminou seu relacionamento em 2011. 
Ele se casou com a modelo irlandesa Vogue Williams em 2012 em Florença, Itália. Eles se separaram em 2015 e se divorciaram em 2017. 
Em 2018, McFadden recebeu uma multa de 450 euros e foi proibido de dirigir por seis meses em um tribunal de Nottingham após acumular 12 pontos de penalidade por quatro delitos de velocidade separados.
Em dezembro de 2019, McFadden anunciou seu noivado com a professora de educação física e blogueira Danielle Parkinson no Twitter, após três anos de namoro.
McFadden tem três filhas, Molly e Lily-Sue do casamento com Kerry Katona, e Ruby Jean do relacionamento com Danielle Parkinson. O nome da terceira filha foi inspirado no nome do tio falecido de McFadden e nos nomes dos avós de Parkinson.

## Discografia

### Solo
- Irish Son (2004)
- Set in Stone (2008)
- Wall of Soundz (2010)
- The Irish Connection (2013)
- Otis (2019)

### Boyzlife
- Strings Attached (2020)
- Old School (2022)

Boyzlife é uma dupla formada por Keith Duffy e McFadden, que já apareceram como membros das boy bands Boyzone e Westlife dos anos 90 e 2000, respectivamente, daí o nome.

## Prêmios e nomeações
| Ano  | Tipo                                                                         | Prêmio                 | Resultado | Referência |
| ---- | ---------------------------------------------------------------------------- | ---------------------- | --------- | ---------- |
| 2011 | "Chemical Rush" (Brian McFadden, Antonio Egizii, David Musumeci, James Maas) | Dance Work of the Year | Indicado  |            |

| Ano  | Tipo           | Prêmio                         | Resultado | Referência |
| ---- | -------------- | ------------------------------ | --------- | ---------- |
| 2010 | "Just Say So"  | Most Popular Australian Single | Indicado  | [ 13 ]     |
| 2010 | Brian McFadden | Most Popular Australian Artist | Indicado  |            |